# آلیس انطاکیه
آلیس انطاکیه (لاتین: Alix; ح. 1110 – c. after 1136)، دومین دختر بالدوین دوم که در بین سال‌های ۱۱۲۰ تا ۱۱۳۶ میلادی زندگی می‌کرده‌است. وی در سال ۱۱۲۶ میلادی با بوهموند دوم انطاکیه ازدواج کرد و دو سال بعد اولین فرزند این ازدواج با نام کنستانس متولد شد. پس از درگذشت بوهموند در سال ۱۱۳۰، آلیس بدون انتظار برای حضور پدرش که در این زمان پادشاه اورشلیم بود، بر مسند قدرت نشست و پس از اطلاع از نزدیک شدن بالدوین به انطاکیه، پیکی نزد زنگیان فرستاد و در مقابل سرنگون کردن بالدوین، متعهد شد تا تحت‌الامر زنگی باشد. اما بالدوین در راه پیک آلیس را دستگیر و پس از حضور در انطاکیه وی را از قدرت برکنار کرد. یک سال بعد با مرگ بالدوین، او بار دیگر برای تصاحب قدرت انطاکیه اقدام کرد و با کنت‌های طرابلس و رها هم‌پیمان شد، اما فولک وی را بازداشت و تبعید کرد. در سال ۱۱۳۵ میلادی، آلیس از خواهرش ملیسند خواستار بازگشت به انطاکیه شد. پس از آن دختر نه ساله‌اش را به ازدواج پسر و جانشین مانوئل یکم، امپراتور بیزانس درآورد و پس از این ازدواج و تا هنگام مرگ از قدرت و سیاست کناره گرفت.